# Dieppe Bay
Dieppe Bay es una localidad de San Cristóbal y Nieves, capital junto a Saddlers de la parroquia de Saint John Capisterre.
Se ubica a una altitud de 12 m sobre el nivel del mar a 3 km al norte de Saddlers.
La parroquia fue históricamente gobernada por Francia y el Reino Unido, con capitales respectivamente en Dieppe y Saddlers: cuando Inglaterra tomó el control de toda la isla en 1713, ambas ciudades permanecieron consideradas como capitales conjuntas.  
Según estimación 2010 cuenta con una población de 629 habitantes.